# Лију
Лију (енгл. Lihou) је једно од острва из групе Каналских острва. Административно је део крунског поседа Гернзи. Острво је за време осеке спојено са острвом Гернзи а за време плиме постаје острво.
Острво је величине 15,6 хектара.